# Primera Bandera de Infantería Paracaidista Roger de Flor

Escudo de la I Bandera "Roger de Flor".

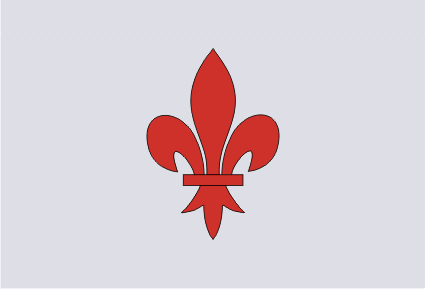
Estandarte de la I Bandera Roger de Flor.

La Primera Bandera de Infantería Paracaidista "Roger de Flor", también referida como "Roger de Flor" I/4, es una unidad aerotransportada del Ejército de Tierra Español, creada el 17 de octubre de 1953 e integrada en la Brigada Paracaidista (BRIPAC) y, desde el año 2015 a raíz de la reforma de la estructura orgánica del Ejército de Tierra, está abscrita al Regimiento de Infantería «Nápoles» n.º 4, de Paracaidistas. Bautizada en memoria de Roger de Flor, uno de los caudillos militares al servicio de la Corona de Aragón en la Edad Media, la I Bandera de Paracaidistas se aloja en la nueva Base "Príncipe" en el término municipal de Paracuellos de Jarama (Madrid).

## Misiones
Establecida inicialmente con base en el "Acuartelamiento Lepanto", en Alcalá de Henares (Madrid), en 1956 fue movilizada hacia el teatro de operaciones de la guerra de Ifni, realizando su primer salto en la zona de "Tam-Tam" el 22 de agosto. En noviembre de 1957, la 1.ª compañía entró en combate en el sector de Erkunt. Entre 1961 y 1975 participó en operaciones en el por entonces Sáhara Español, como la del conflicto de los Petrolitos hasta agosto de 1963, o el despliegue de oposición a la marcha verde de noviembre de 1975.
Desde los años 1990 ha sido desplegada en apoyo de misiones internacionales: operación Provide Comfort en el Kurdistán iraquí durante la primera guerra del Golfo, como fuerza de protección de Naciones Unidas en el conflicto de Yugoslavia o la misión SPABRI X en Bosnia y Herzegovina en 1999.
Significar que hasta el año 1990, únicamente fue integrada por hombres, incorporándose ese año las dos primeras damas legionarias paracaidistas, del arma de infantería ligera, de las tres Banderas que componen la Brigada Paracaidista. La DLP María de los Llanos Grueso García y la DLP Erika Yus Benedicto.